# 1554 en musique classique
| \| • Retour à la chronologie générale de la musique classique • \| |
| Grèce • Rome • Haut Moyen Âge • VIIIe siècle • IXe siècle • Xe siècle • XIe siècle XIIe siècle • XIIIe siècle • XIVe siècle • XVe siècle • XVIe siècle • XVIIe siècle XVIIIe siècle • XIXe siècle • XXe siècle • XXIe siècle |
| • Retour à la chronologie générale de la musique classique • |

| Années en musique classique : 1551 - 1552 - 1553 - 1554 - 1555 - 1556 - 1557    |
| Décennies en musique classique : 1520 - 1530 - 1540 - 1550 - 1560 - 1570 - 1580 |

## Événements
- fl. vers 1554, Theodor Evertz, compositeur franco-flamand.
- fl. vers 1554, Joannes Zacheus, compositeur franco-flamand.

## Œuvres
- Dat ierste boeck vanden nievve Duijtsche liedekens, recueil entièrement consacré à la chanson polyphonique néerlandaise, publié par Jacob Baethen à Maastricht.
- Dit is een zeer schoon boecxken (Ceci est un très beau livre), instructions pour le luth, publiées par Jan van Ghelen le Jeune à Anvers.
- Libro de música para vihuela intitulado Orphenica Lyra (Livre de musique pour vihuela, intitulé La Lyre d'Orphée), de Miguel de Fuenllana, publié à Séville.
- Primo libro di Messe, Giovanni Palestrina dédie sa messe au pape Jules III.

## Naissances
- William Inglott, compositeur et organiste anglais († 1621).

Vers 1554 :
- Samuel Mareschal, compositeur et organiste des Pays-Bas espagnols († mars 1640).

## Décès
- 6 février : Arnold von Bruck, compositeur franco-flamand (° vers 1500).